# 克长乡
克长乡，是中华人民共和国广西壮族自治区百色市隆林各族自治县下辖的一个乡镇级行政单位。位于隆林各族自治县东南部。

## 行政区划
清永乐末期，克长建村。1984年，成立克长乡。截至2018年末，克长乡有总户数7190户，总人口3.10万人；居住着苗、彝、仡佬、壮、汉5个民族；其中苗族1.50万人；下辖13个行政村，乡政府驻地海长村，距县城43千米。
克长乡下辖以下地区：
海长村、和平村、烂滩村、河马村、克娘村、梅达村、林场村、新合村、新华村、联合村、后寨村、大庆村和猴场村。